# Milomir Mijatović
Milomir Mijatović (* 27. Dezember 1953 in Požega, Jugoslawien; † 22. Juni 2020 in Mannheim, Deutschland) war ein deutscher Handballspieler und -funktionär sowie -trainer. Der rechte Rückraumspieler lief in 48 Länderspielen für die Jugoslawische Nationalmannschaft auf und spielte für den TSV Grün-Weiß Dankersen und die SG Weiche-Handewitt in der Bundesliga.

## Karriere
Mijatović spielte in Jugoslawien für RK Krivaja Zavidovići und RK Željezničar Sarajevo. 1982 erreichte er mit Sarajevo das Finale des neu eingeführten IHF-Cups, in dem man allerdings dem VfL Gummersbach in der Dortmunder Westfalenhalle deutlich mit 14:23 unterlag. Danach wechselte er nach Deutschland zum Aufsteiger HC TuRa Bergkamen in die 2. Bundesliga, mit dem er am Ende der Saison in die Bundesliga aufstieg. Dennoch wechselte er zum TSV Grün-Weiß Dankersen, wo er zwei Jahre blieb. Zwischen 1985 und 1990 spielte Mijatović für die SG Weiche-Handewitt und pendelte mit dem Verein zwischen Erst- und Zweitklassigkeit. Dem Abstieg in der Saison 1986/87 folgte der direkte Wiederaufstieg. Als im November 1989 Trainer Constantin Tudosie entlassen wurde, sprang Mijatović als Spielertrainer ein, konnte den erneuten Abstieg jedoch nicht verhindern. Er wechselte daraufhin zu Zweitliga-Aufsteiger Bramstedter TS und füllte auch dort das Amt des Spielertrainers aus. Es folgte der direkte Abstieg in die Regionalliga und er beendete eine Saison später seine aktive Spielerkarriere.
1992 trat er seinen ersten „reinen“ Trainerjob beim TSV GWD Minden in der 2. Bundesliga an. Mijatović sollte den Altmeister innerhalb der nächsten zwei Jahre zurück in die Bundesliga führen. Das gelang zunächst nicht und als die Mannschaft im Februar 1995 durch eine hohe 22:30-Niederlage beim VfL Eintracht Hagen die Tabellenführung verlor, wurde er entlassen. Im Oktober wurde er vom VfL Bad Schwartau unter Vertrag genommen, konnte den Abstieg aus der Bundesliga jedoch nicht verhindern. Zwei Jahre später stieg der Verein wieder auf. Nach einer 26:29-Heimniederlage gegen den ThSV Eisenach und dem damit verbundenen Abrutschen auf den 15. Tabellenplatz folgte die Entlassung. Im Sommer 2000 übernahm er den Posten Direktor für Sport und Marketing beim TuS Nettelstedt. Nach der Entlassung von Zlatko Ferić im Januar 2001 rückte Mijatović auf den Trainerposten. Da aber auch unter seiner Führung aus den nächsten fünf Spielen nur 2:8 Punkte geholt wurden, wurde er entlassen und trainierte ab Sommer den italienischen Erstligisten AS Papillon Conversano. Nach einem vierten Platz in der Liga und dem verlorenen Pokalfinale, folgte auch hier die Trennung. 2003 nahm er das Angebot des Frauen-Bundesliga-Aufsteigers SC Buntekuh an, bei dem er nach nur drei Monaten wieder gehen musste. Er sollte sich zusätzlich um die Beschaffung neuer Sponsoren kümmern, was ihm nicht ausreichend gelang. Es folgte ein kurzes Engagement beim Bundesligisten Frisch Auf Göppingen von Dezember 2003 bis Februar 2004. Von 2008 bis 2010 war er A-Jugend-Trainer bei den Rhein-Neckar Löwen.

## Sonstiges
Anfang 1993 beantragte der Kroate Mijatović die Deutsche Staatsangehörigkeit, die er anschließend besaß. Er war verheiratet mit Frau Andjelka. Das Paar hat eine Tochter. 